# شيم فيشري
شيم فيشري (الاسم العلمي: Caranx fischeri) (بالإنجليزية: Longfin crevalle jack)‏ هو نوع من الأسماك يتبع جنس الشيم من فصيلة الشيميات.